# Francis Danby

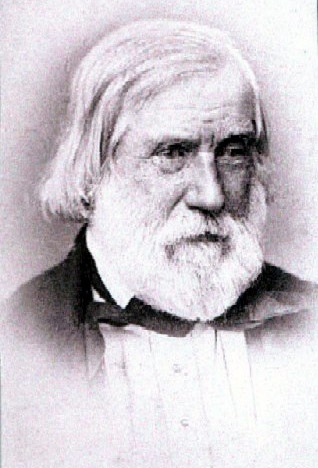
Francis Danby

Francis Danby (Killinick, nabij Wexford, 16 november 1793 - aldaar, 13 november 1849) was een Ierse kunstschilder. Hij wordt gerekend tot de stroming van de romantiek en werd vooral bekend door zijn landschappen.

## Leven en werk
Danby werd geboren in het zuiden van Ierland, maar na de dood van zijn vader vertrok zijn familie naar Dublin. Daar studeerde hij aan de tekenschool van de Royal Dublin Society. Na een kort verblijf in Londen verhuisde hij in 1813 naar Bristol. In de omgeving van die stad schilderde hij kleine poëtische landschappen. In 1824 vestigde hij zich in Londen, waar hij zich als kunstschilder wilde meten met John Martin, die inmiddels roem had verworven met grootse, woeste panorama's, die appelleerden aan de toentertijd populaire griezelromantiek. Ook William Turner en Richard Wilson beïnvloedden zijn stijl. Diverse van zijn werken, zoals Scene from the Apocalyps, hadden een visionaire inslag.
Danby maakte in 1825 een reis naar Noorwegen en in 1828 naar Nederland en België. Na financiële problemen en een huwelijksschandaal vertrok hij in 1829 naar Parijs, om zich vervolgens tot 1840 te vestigen in Genève. Hij overleed in 1861, 67 jaar oud. Zijn zonen James Francis (1816-1875) en Thomas (1817-1886) werden eveneens kunstschilder.

## Galerij

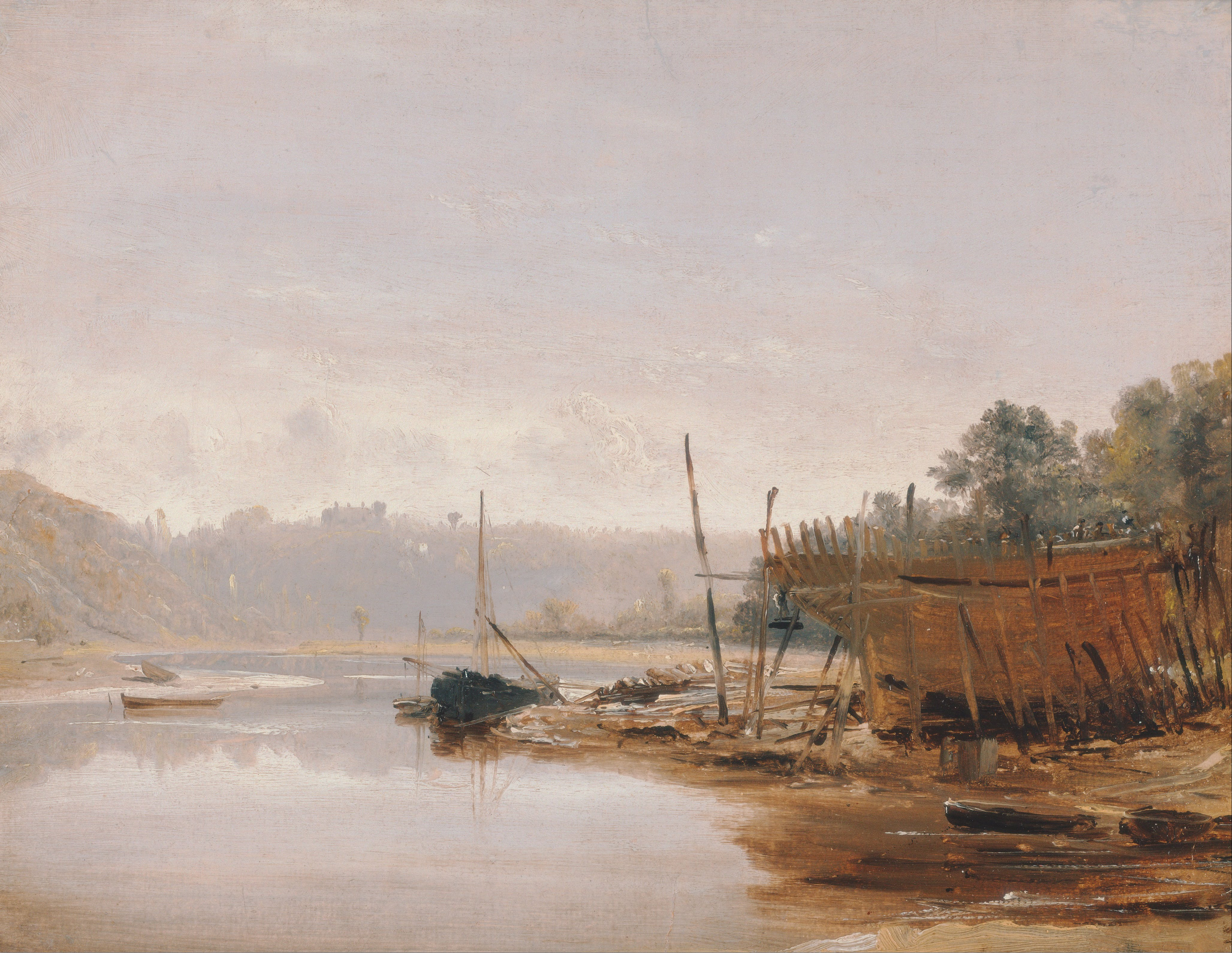
Boat Building near Dinan, Brittany
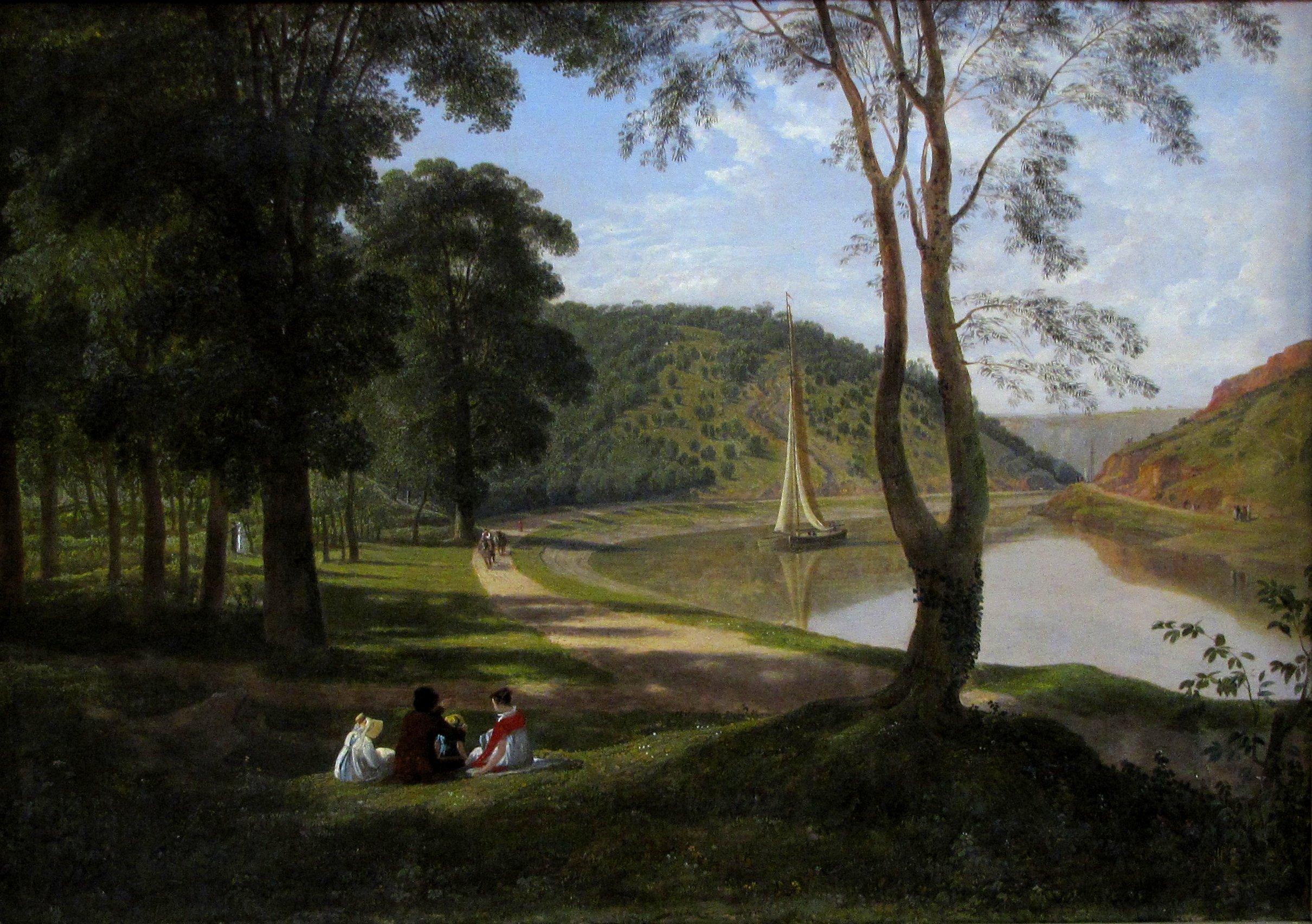
View on the Avon Gorge
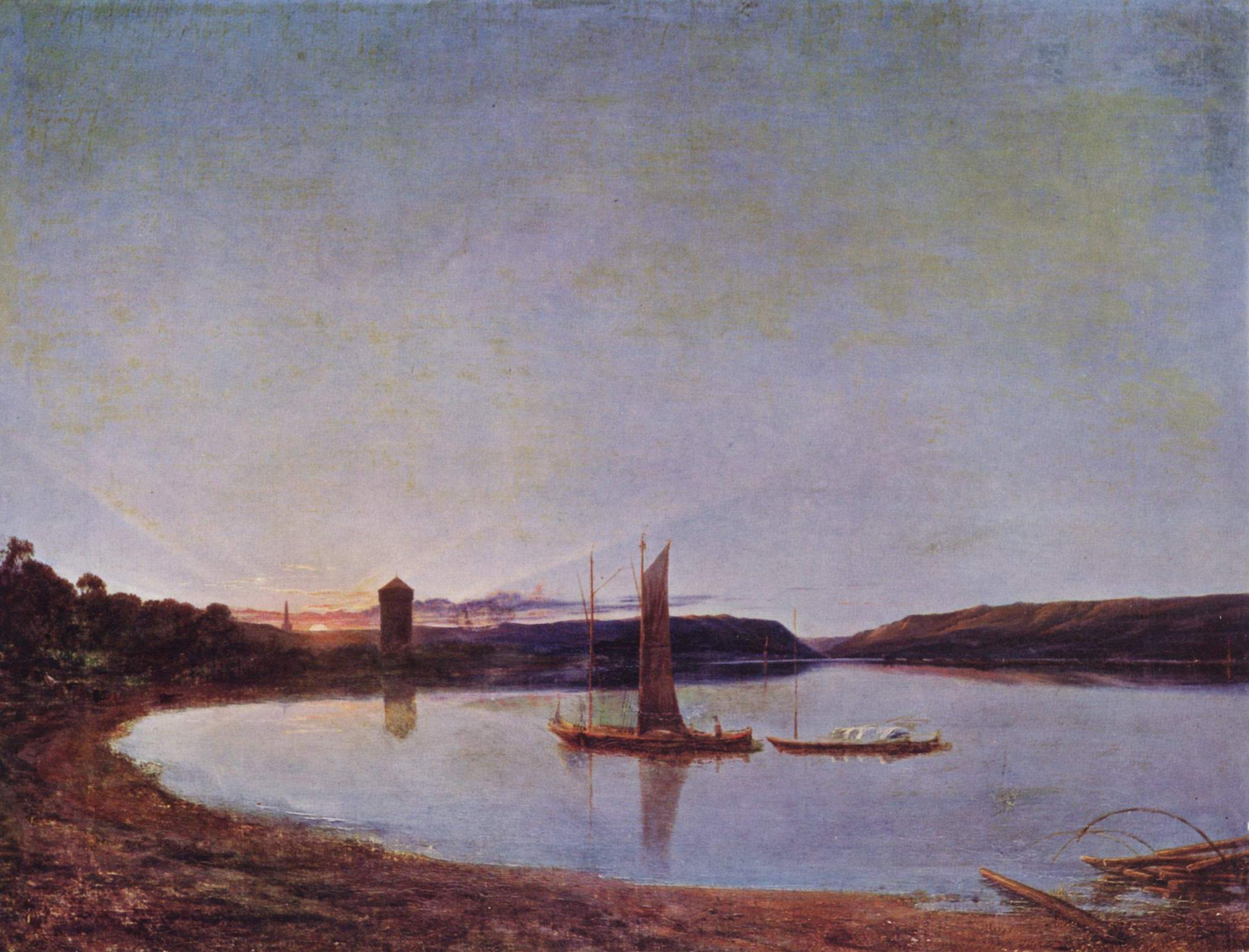
Sea at Sunset
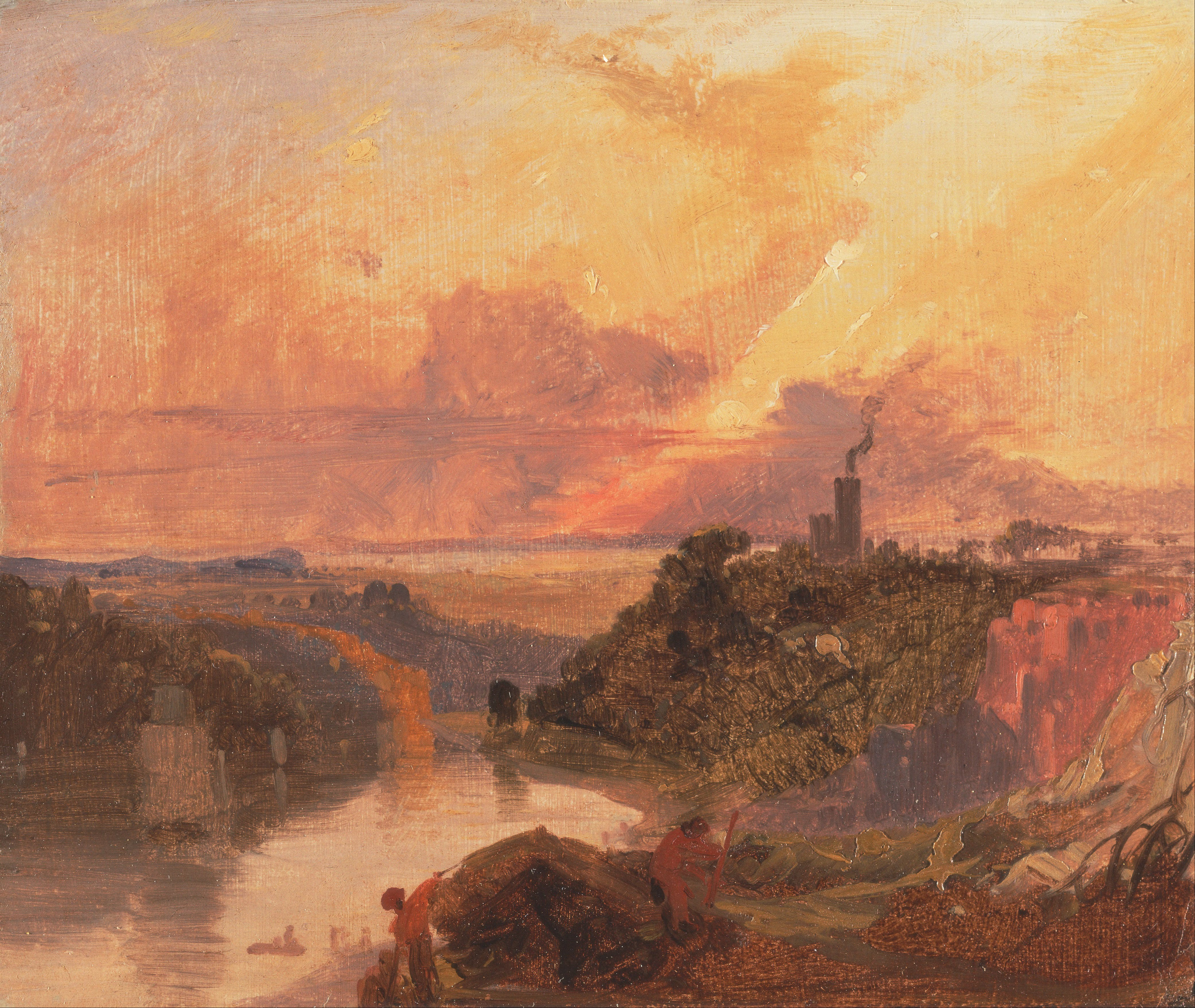
The Avon Gorge at Sunset
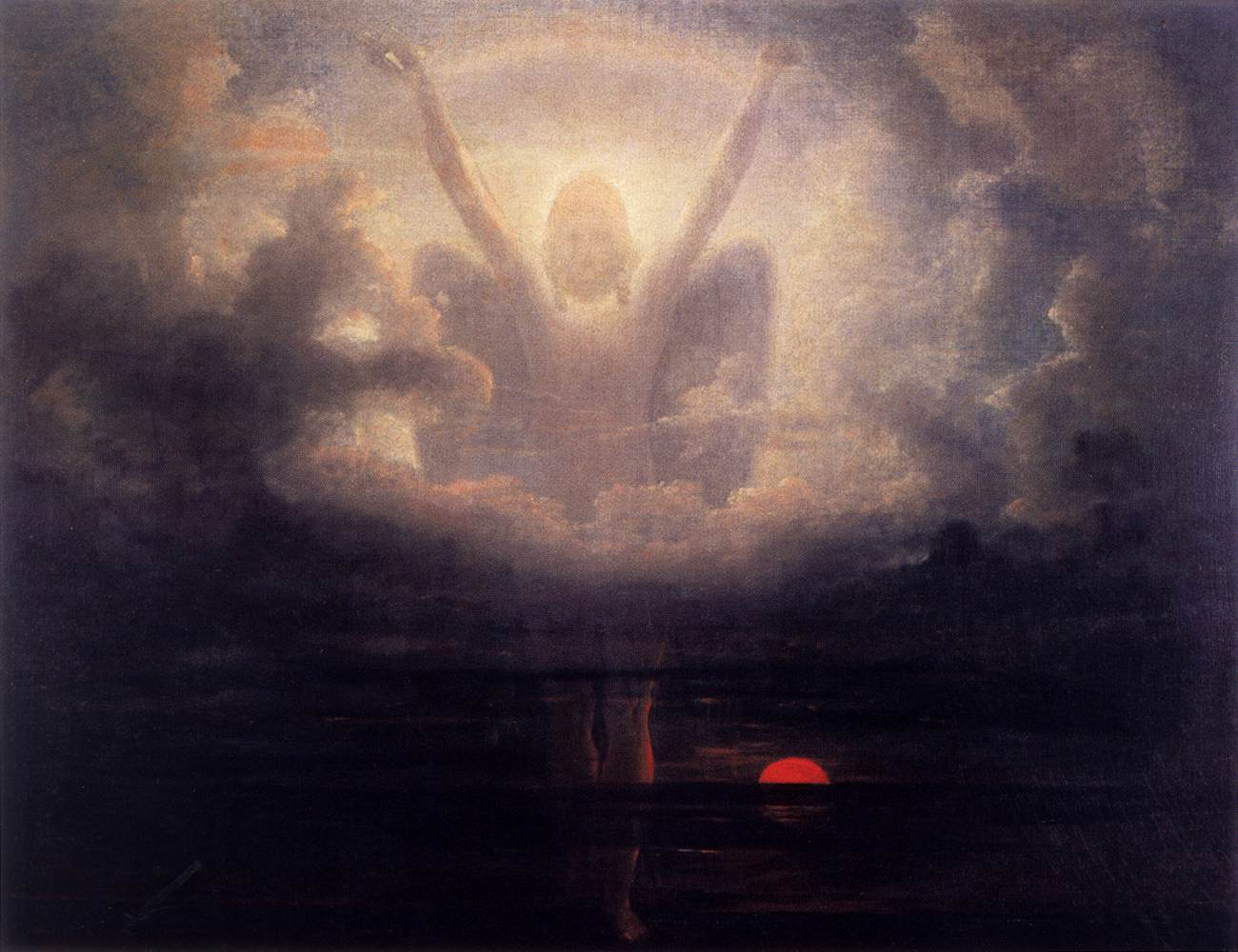
Scene from the Apocalypse'
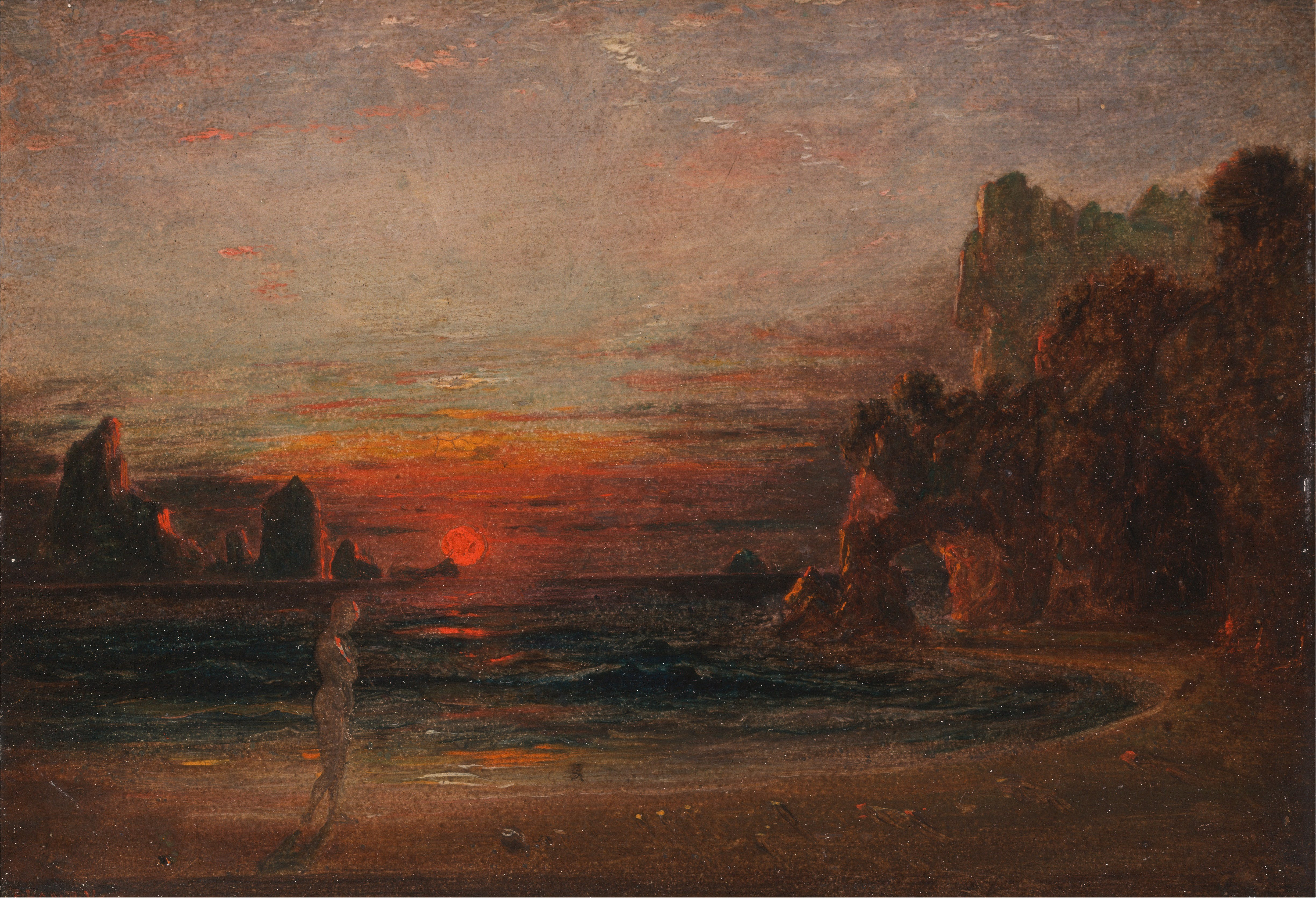
Calypso's Grotto
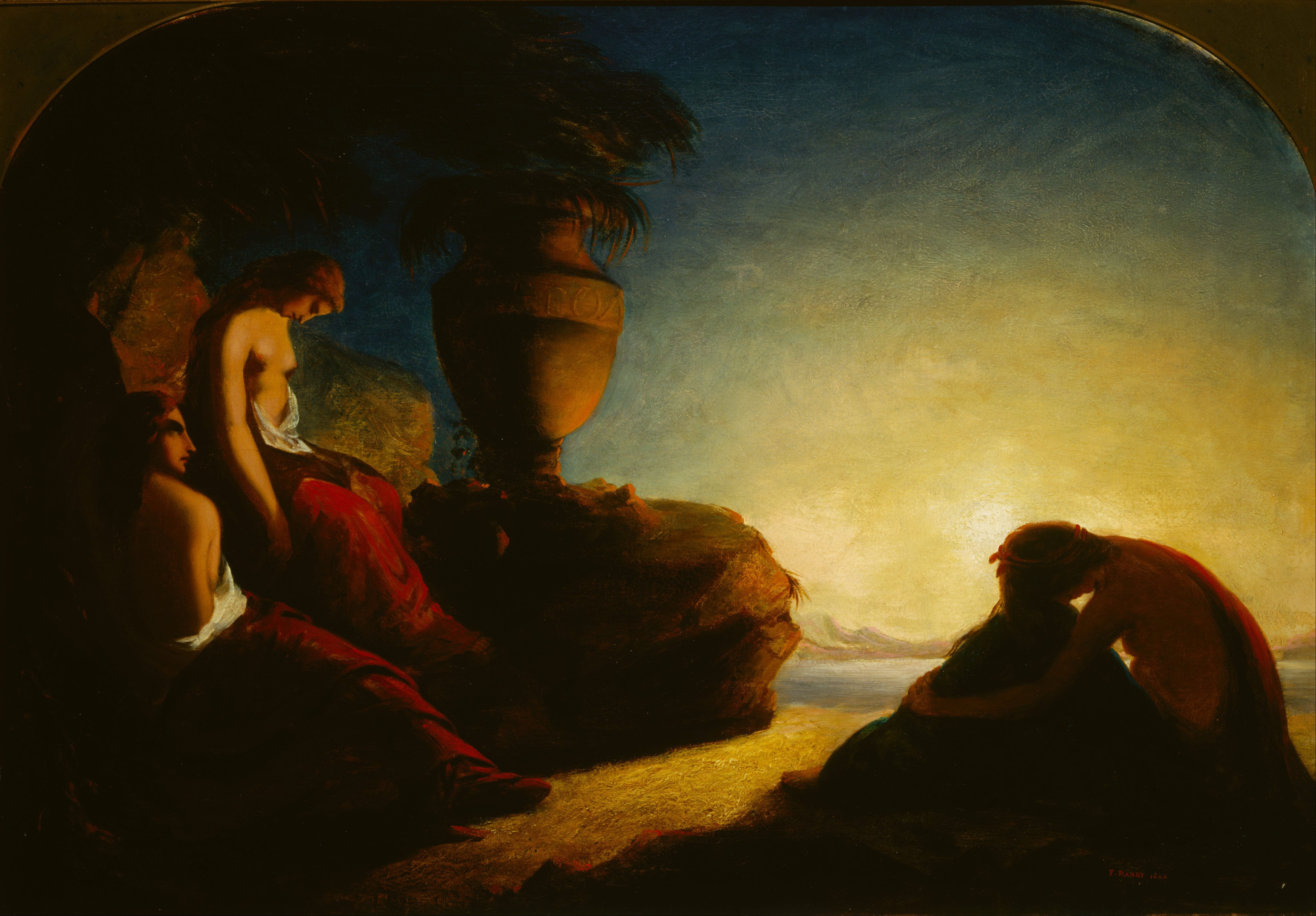
The three sisters of Phaeton weeping over the tomb of their brother
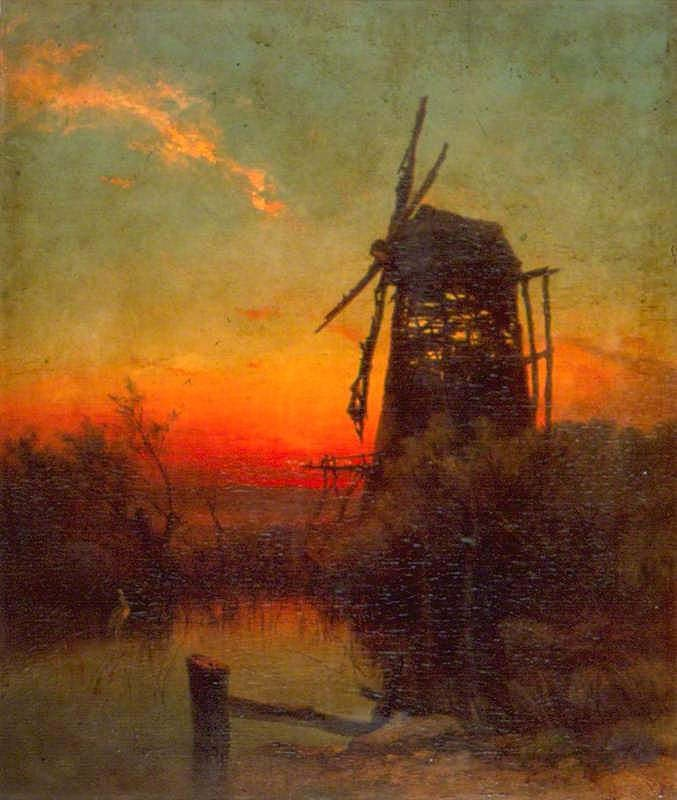
Dutch Windmill